# Mesosignum weddellensis
Mesosignum weddellensis là một loài chân đều trong họ Mesosignidae. Loài này được Choudhury & Brandt miêu tả khoa học năm 2004.